# اچ‌ام‌اس کوراکوا (دی۴۱)
اچ‌ام‌اس کوراکوا (دی۴۱) (به انگلیسی: HMS Curacoa (D41)) یک کشتی بود که طول آن ۴۵۰ فوت (۱۴۰ متر) بود. این کشتی در سال ۱۹۱۷ ساخته شد.